# Nadrzewkowate
Nadrzewkowate, nadrzewki (Meconematinae) – podrodzina owadów prostoskrzydłych w obrębie rodziny pasikonikowatych (Tettigoniidae) klasyfikowana początkowo w randze rodziny Meconematidae. Obejmuje ponad 400 gatunków, głównie tropikalnych. Rodzajem typowym jest Meconema. 
Są to owady małe, o delikatnej budowie. Żyją na drzewach.
W Europie występuje 9 gatunków. W Polsce stwierdzono trzy:
- nadrzewek długoskrzydły (Meconema thalassinum),
- nadrzewek południowy (Meconema meridionale),
- niećwierk puklerzówka (Cyrtaspis scutata).

Cyrtaspis scutata został wykazany pod synonimiczną nazwą C. variopicta na początku XX w. z cieplarni Ogrodu Botanicznego w Poznaniu. Jego obecne występowanie w Polsce nie zostało potwierdzone.